# Bezerédj Amália

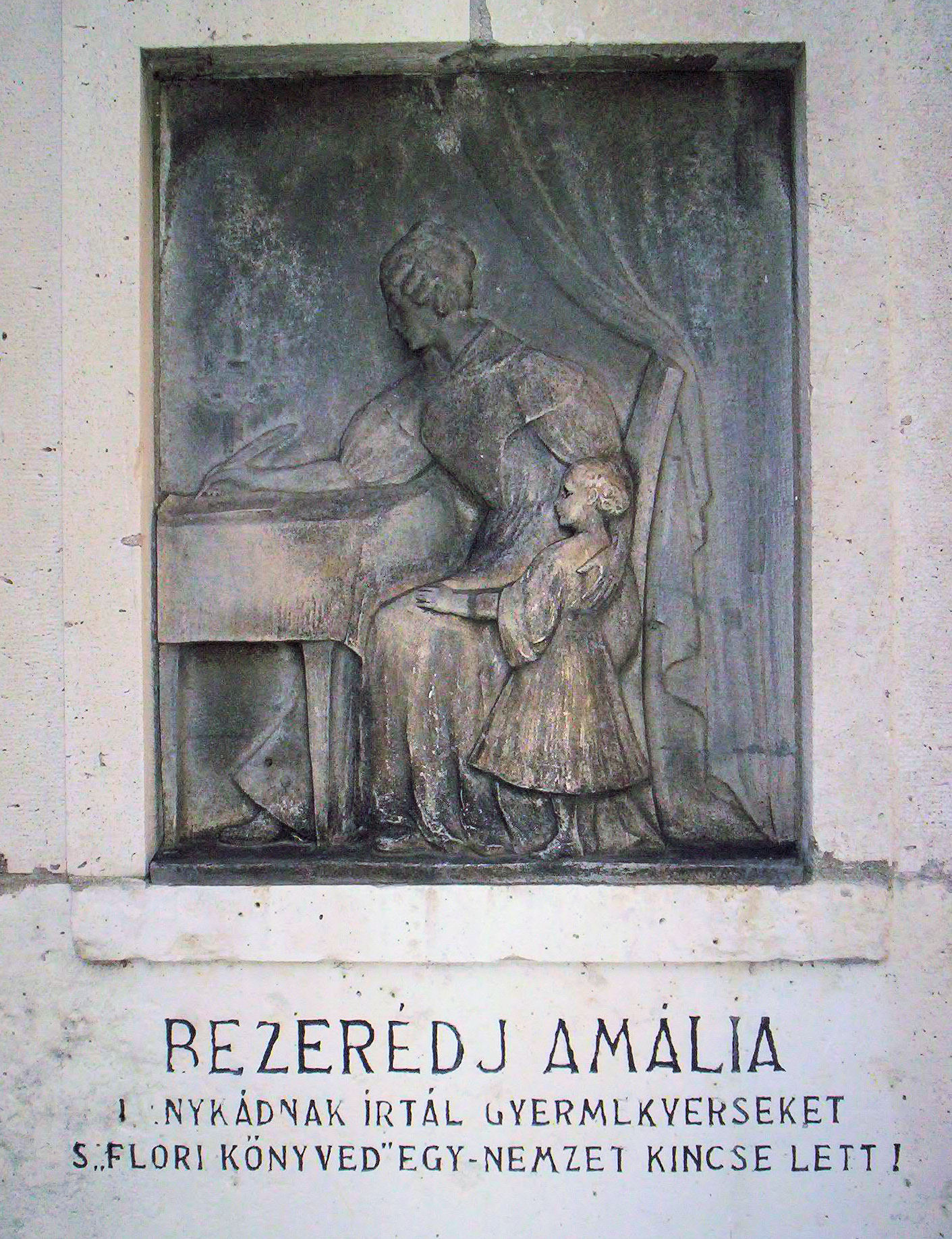
Bezerédj Amália és leánya Flóra, akinek Bezerédj Amália a „Flóri könyve” című gyermekvers kötetet írta. Dombormű a szekszárdi Bezerédj István-szobor talapzatán.

Bezerédi Bezerédj Amália Krisztina (Szentivánfa, 1804. április 15. – Máriavölgy, 1837. szeptember 21.) a kisdedóvás buzgó terjesztője.

## A család, neveltetés
A nemesi származású bezerédi Bezerédj család sarja. Apja, Bezerédj György (1779–1863) 1802-ben kötött házasságot mezőszegedi Szegedy Antóniával (1782-1842) és a Vas megyei Szentivánfán (jelenleg Uraiújfalu része) kezdték meg életüket. Apai nagyszülei bezerédi Bezerédj Péter (1754-1812), insurgens kapitány, és a barkóczi Rosty családból való barkóczi Rosty Magdolna (1762-1799) voltak; Bezerédj Péterné Rosty Magdolna szülei barkóczi Rosty Miklós (1715-1768), huszárkapitány, földbirtokos és rábabogyoszlói Vajda Anna voltak. Anyai nagyszülei mezőszegedi Szegedy Ignác (1736-1796), zalai alispán, királyi tanácsos és barkóczi Rosty Katalin Rozália (1753-1787) voltak; Szegedy Ignácné Rosty katalin szülei barkóczi Rosty Ferenc (1718-1790), királyi tanácsos, vasi alispán, földbirtokos és bajáki Bajáky Katalin (1726-1782) voltak.
Bezerédj Amália anyai nagynénje, mezőszegedi Szegedy Róza (1774–1832), aki Kisfaludy Sándor dunántúli földbirtokos, költő szerelme, múzsája és felesége volt. A kámi birtok, ahol Kisfaludy Sándor élt, így került később a Bezerédj család tulajdonába. Kisfaludy Sándor mintaképe volt a 16 évvel fiatalabb testvérének, Kisfaludy Károlynak, akit ő ösztönzött az írásra. Így a Kisfaludy-család révén a zene mellett a költészet, a színjátszás, az irodalom és a festészet szeretete is jelen volt Szegedy Antónia és a Bezerédj család életében. 
1804. április 15-én Szentivánfán világra jött elsőszülött gyermekük: Amália. Az évek során további hat gyermekük született: Konstanczia (1806-1836), Antónia (1807-1888), Etelka (1809-1891), Lujza (1810-1872), László (1813-1871), és Elek (1823-1894).
A hét testvér közül Amália, mint a legidősebb, kiválóan zongorázott, hárfázott, énekelt. A magyar nyelven kívül írt, olvasott, beszélt németül, franciául, angolul és latinul. Édesanyja a gyakori szülések miatt sokat betegeskedett, így 10-12 éves korában már nevelői szerepet is be kellett töltenie fiatalabb testvérei mellett.

## Új család alapítása
1815-16-ban a szerdahelyi ágból származó Bezerédj István a veszprémi kúriában volt joggyakornok, s rajzolni és festeni tanította. Mély barátság, majd szerelem alakult ki kettejük között.
1821-ben lépett házasságra Bezerédj Istvánnal. 1834. május 7-én Pozsonyban világra jött gyermekük, ahogy Deák Ferenc nevezte, a „diétai kisleány”. 1834. május 8-án keresztelték meg a kislányt, aki a Floriana Maria Anna Elisabeth Antónia nevet kapta. A kislányuknak választott névvel, a Flóra, Flóri, Floricza, Flórika név meghonosítói lettek Magyarországon.

## Pedagógiai munkássága
Első volt, ki a magyar irodalomban a gyermekvilággal foglalkozott. Férje biztatta, javasolta, hogy a német nyelv helyett magyar nyelven írjon.
Rejtőzködve, álnév alatt, már 1825-26-ban megpróbálkozott egy zenedarabjának kiadatásával. A Magyar Nóták Veszprém Vármegyéből c. gyűjteményes kötetben meg is jelent a 31. számú sorszám alatt A. d. B betűkkel első zenei műve, a Verbunkos kotta.
1835-ben, Malby álnév alatt először jelent meg nyomtatásban irodalmi műve A remeték címmel.
Bezerédj Amália leghíresebb, legnagyobb hatású munkája a Flóri könyve, mely az első magyar nyelvű verses, képes, kottás daloskönyvünk volt, s hosszú éveken keresztül különös jelentőséggel bírt. Bezerédj Amália Flóri könyve a Hidján (Szedres-Hidjapuszta) létrehozott óvoda-iskola 3-8-9 éves gyermekeinek és kisleányának Flórikának is íródott. 1837-ben bekapcsolódott a tolnai óvóképző és "példányóvoda" megszervezésébe is. 1837. szeptember 8-án a gyengélkedő, tüdőbeteg Amália gyógyulást remélve Máriavölgybe utazott. Szeptember 21-én hosszan tartó szenvedés után hunyt el Máriavölgyben. A stomfai plébános temette el, majd később a hidjai temetőben helyezték végső nyugalomra.
Bezerédj István, felesége korai halála után, annak kéziratait  sajtó alá rendezte. 1839/1840-ben sorra jelentette meg felesége irodalmi hagyatékát, köztük a Flóri könyvét is.

## Művei

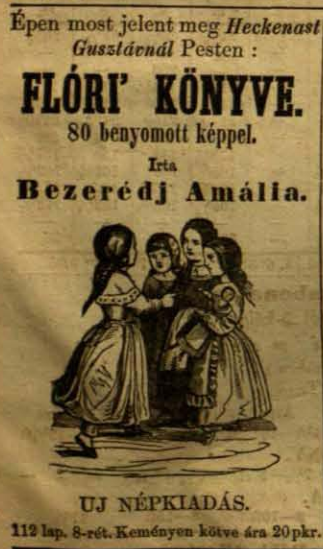
A Flóri könyve hirdetése (in: Vasárnapi Ujság 1854. 48. l.)

- A. d. B.: Verbunkos kotta. 31. sz. nóta. Magyar Nóták Veszprém Vármegyéből (1823-1832) V. füzet. szerk: Ruzitska Ignác Nemzeti Múzeum Fol. Hung.1136.
- Malby: A remeték. Szemlélő a Tudományok, Literatúra, Művészet, Divat és Társasélet körében. Kiadja és szerkeszti: Kovacsóczy Mihály, Kassa, 1835. (Újabb kiadása a Budapesti Árvízkönyv. II. kötetében (szerk.: Eötvös József, 1839. 161-211. p.) jelent meg).
- Flóri könyve. Sok szép képekkel, földrajzokkal és muzsika melléklettel. Pest, 1836. (Leánya számára írta. Ism. Figyelmező 1839.) (Újabb kiadásai 1840., 1841., 1845., 1816., 1853., 1856., 1859., 1864. és 1887. Uo.)
- Földesi estvék. Olvasó könyv a´ magyar ifjúság számára. Heckenast, Pest, 1840. 220. p. (Ism. Figyelmező.)
- Novellen und Erzählungen I-II. Aus hinterlassenen Papieren der Frau. Leipzig, Brockhaus, 1840.
- Virágregék. Emlény c. almanach. Karácsoni, újesztendei és névnapi ajándék. Heckenast, Pest, 1840. 97-98. p.
- Bezerédj Amália: Fantasie. (német nyelvű költemény) Iris. Taschenbuch, Pest, 1840.